# 사벌국면
사벌국면(沙伐國面)은 대한민국 경상북도 상주시의 면이다. 넓이는 57.37 km2이고, 인구는 2018년 기준으로 4,017명이다.

## 역사
- 1914년 4월 1일 상주군 외북면(外北面)·중북면(中北面)·대평면(大坪面)과 내북면(內北面) 낙상리(洛上里) 일부를 사벌면으로 통합하였다.[1]

| 조선총독부령 제111호 |                                                             |                                |
| 기존                 | 기존                                                        | 개면(開面) 후                  |
| 내북면               | 낙상리 일부                                                 | 덕담리(德潭里)                 |
| 외북면               | 백담리(白潭里)·덕평리(德坪里)·신덕리(新德里)                | 덕담리(德潭里)                 |
| 외북면               | 황룡리(黃龍里)·지촌리(紙村里)                               | 용담리(龍潭里)                 |
| 외북면               | 두릉리(杜陵里)                                              |                                |
| 외북면               | 목과리(木果里)·추가리(追可里)·송원리(松院里)                | 목가리(木可里)                 |
| 외북면               | 덕상리(德上里)·덕중리(德中里)·덕하리(德下里)·가막리(可幕里) | 덕가리(德可里)                 |
| 외북면               | 협촌리(俠村里), 매중리(梅中里) 일부                         | 매협리(梅俠里)                 |
| 외북면               | 매하리(梅下里)·매상리(梅上里), 매중리 일부                  | 매호리(梅湖里)                 |
| 외북면               | 퇴상리(退上里)·퇴중리(退中里)·퇴하리(退下里)                | 퇴강리(退江里)                 |
| 중북면               | 묵상리(墨上里), 묵하리(墨下里)                              | 묵상리(墨上里), 묵하리(墨下里) |
| 중북면               | 엄정리(嚴井里)·풍암리(風岩里)                               | 엄암리(嚴岩里)                 |
| 중북면               | 금곡리(錦谷里)·흔곡리(欣谷里)                               | 금흔리(錦欣里)                 |
| 중북면               | 달천리(達川里)·월라리(月羅里)·화룡리(化龍里)                | 화달리(化達里)                 |
| 중북면               | 덕양리(德陽里)·덕음리(德陰里)·삼봉리(三峯里)                | 삼덕리(三德里)                 |
| 대평면               | 사리(沙里)·백원리(白元里)·신흥리(新興里)                    | 원흥리(元興里)                 |
- 1927년 7월 30일 면소재지를 원흥리 326-1에서 현재의 위치로 이전하였다.
- 1995년 1월 1일 상주시가 설치되면서 상주시 소속이 되었다.[2]
- 2020년 1월 1일 사벌국면으로 개칭

## 법정구역
- 덕담리
- 원흥리
- 두릉리
- 목가리
- 덕가리
- 용담리
- 묵상리
- 묵하리
- 매협리
- 매호리
- 퇴강리
- 엄암리
- 금흔리
- 화달리
- 삼덕리

## 교육
| 학교명       | 소재지                          | 비고        |
| ------------ | ------------------------------- | ----------- |
| 사벌초등학교 | 사벌국면 덕담1길 53 (덕담리)    |             |
| 매호초등학교 | 사벌국면 상풍로 983 (매호리)    | 1999년 폐교 |
| 두릉초등학교 | 사벌국면 사벌로 507 (두릉리)    | 2005년 폐교 |
| 화달초등학교 | 사벌국면 청룡길 3 (삼덕리)      | 2007년 폐교 |
| 사벌중학교   | 사벌국면 상풍로 542-60 (엄암리) | 2007년 폐교 |
| 사벌고등학교 | 사벌국면 상풍로 542-60 (엄암리) | 2007년 폐교 |

## 역대 면장
- 1대 김성태 (미상 ~ 미상)
- 2대 조상빈 (미상 ~ 미상)
- 3대 정연묵 (미상 ~ 미상)
- 4대 손동욱 (미상 ~ 미상)
- 5대 이지영 (미상 ~ 미상)
- 6대 박성현 (1932.8.5 ~ 1942.3.9)
- 7대 오창환 (1942.3.10 ~ 1943.2.4)
- 8대 강인철 (1943.2.5 ~ 1945.9.30)
- 9대 김해두 (1945.10.1 ~ 1947.5.5)
- 10대 김종대 (1047.5.6 ~ 1949.7.4)
- 11대 이문희 (1949.7.5 ~ 1951.2.5)
- 12대 오동명 (1951.2.6 ~ 1952.5.3)
- 13대 ~ 15대 함무진 (1952.5.4 ~ 1960.12.25)
- 16대 황진우 (1960.12.26 ~ 1961.6.15)
- 17대 우상구 (1961.7.2 ~ 1962.7.11)
- 18대 김주동 (1962.7.12 ~ 1963.1.8)
- 19대 우상구 (1963.1.9 ~ 1965.2.4)
- 20대 김기동 (1965.7.21 ~ 1968.3.31)
- 21대 조돈희 (1968.4.1 ~ 1970.6.5)
- 22대 서강진 (1970.6.6 ~ 1971.10.10)
- 23대 서동열 (1971.10.11 ~ 1972.9.5)
- 24대 권윤석 (1972.9.6 ~ 1974.3.15)
- 25대 우휘종 (1974.3.16 ~ 1977.2.16)
- 26대 이석덕 (1977.2.17 ~ 1978.8.16)
- 27대 김영배 (1978.8.19 ~ 1980.4.8)
- 28대 조장원 (1980.4.9 ~ 1982.5.26)
- 29대 김영배 (1982.5.27 ~ 1983.2.9)
- 30대 이수섭 (1983.2.10 ~ 1985.10.22)
- 31대 최용민 (1985.10.23 ~ 1986.6.30)
- 32대 전기엽 (1986.7.1 ~ 1988.6.9)
- 33대 황규봉 (1988.6.10 ~ 1993.6.19)
- 34대 김창기 (1993.6.20 ~ 1994.12.31)
- 35대 이수원 (1985.1.1 ~ 1996.2.23)
- 36대 이영희 (1996.1.1 ~ 1996.2.23)
- 37대 천근배 (1998.1.1 ~ 2000.7.23)
- 38대 전상호 (200.7.24 ~ 2001.9.10)
- 39대 김근종 (2001.9.11 ~ 2004.8.29)
- 40대 황규일 (2004.8.30 ~ 2006.12.29)
- 41대 성봉제 (2006.2.28 ~ 2008.2.27)
- 42대 강경구 (2008.2.28 ~ 2009.6.30)
- 43대 차영덕 (2009.7.1 ~ 2010.8.15)
- 44대 채영준 (2010.8.16 ~ 2011.7.19)
- 45대 김진숙 (2011.7.20 ~ 2012.7.8)
- 46대 김동영 (2012.7.9 ~ 2013.12.31)
- 47대 최원수 (2014.1.1 ~ 2015.1.14)
- 48대 김세호 (2015.1.15 ~ 2015.12.31)
- 49대 안희성 (2016.1.1 ~ 2016.12.31)
- 50대 이상춘 (2017.1.1 ~ 2019.12.31)
- 51대 김덕만 (2020.1.1 ~ 2022.12.31)
- 52대 피택용 (2023.1.1 ~ 2023.12.31)
- 53대 김주연 (2024.1.1 ~ 현재)